# Щербань Павло Ростиславович
Павло Ростиславович Щербань (27 травня 1967, м. Бердичів, Житомирська область) — український військовик, полковник, заступники командувача десантних військ з матеріально-технічного забезпечення.

## Життєпис
у 1984 році закінчив середню школу. З 1984 по 1988 роки навчався в Ленінградському вищому артилерійському командному училищі ім. Червоного Жовтня.
У 2002 році закінчив Національну академію оборони України за спеціальністю «організація технічного забезпечення Сухопутних військ», де здобув кваліфікацію офіцера військового управління оперативно-тактичного рівня.
Військову службу пройшов від посади командира взводу до  заступника командувача з матеріально-технічного забезпечення Високомобільних десантних військ Збройних Сил України.
В період з 1994 по 1995 роки брав участь у складі спеціального батальйонну миротворчого контингенту військ ООН на території колишньої Югославії.
З 2014 року бере участь у складі сил та засобів, які залучаються та беруть участь в Антитерористичній операції на території Донецької та Луганської областей.

## Нагороди
- медаль «15 років Збройним Силам України»;
- медаль «За сумлінну службу» І ступенів;
- нагрудний знак «Знак пошани»;
- нагрудний знак «Слава і честь».